# 三毛
三毛（日本語読み：さんもう、発音：サンマオ、San Mao、Echo Chen、1943年〈民国31年〉3月26日 - 1991年〈民国80年〉1月4日）は台湾の小説家、作家である。
本名は陳 懋平（Chen Mao-Ping）で、のちに陳 平（Chen Ping）に改名した。筆名の由来については諸説あり、本人も「張楽平の一番有名なマンガである『三毛流浪記』の主人公から取った」、「易経に由来する」、「3毛銭の値打ちしかないという意味」など様々な説明をしている。英語名はEcho。
作品は自伝と紀行から、内観的な小説と漫画雑誌までに及ぶ。

## 生い立ち
祖籍は浙江省の定海で、祖父が暮らしていたが、陳懋平は重慶市に生まれ、台北市で育った。
陳懋平は5歳のとき中国の古典である紅楼夢を読んだ。小学校時にはしばしば本を読むために学校をさぼった。時々、先生と争論することもあり、ある時、陳懋平はごみ収集車の運転者になりたいと決めたが、先生は同意しなかった。高校時、長い時間学校に行かないので、弁護士の父は本を持ってきてピアノと絵画の授業をしてくれた。

## 経歴
陳懋平は1965年から1969年まで、哲学を勉強し、中国文化大学の哲学部を卒業した。その当時の初恋が終わった後、スペインに移り住んだ。次の3年間スペインとドイツに勉強して、アメリカのイリノイ州にある法学の図書館に勤めた。婚約者のドイツ人と台湾に移り住んでドイツ語を教え始めたが、婚約者が心臓発作で急死した。この時のショックから逃れるためスペインに戻った。

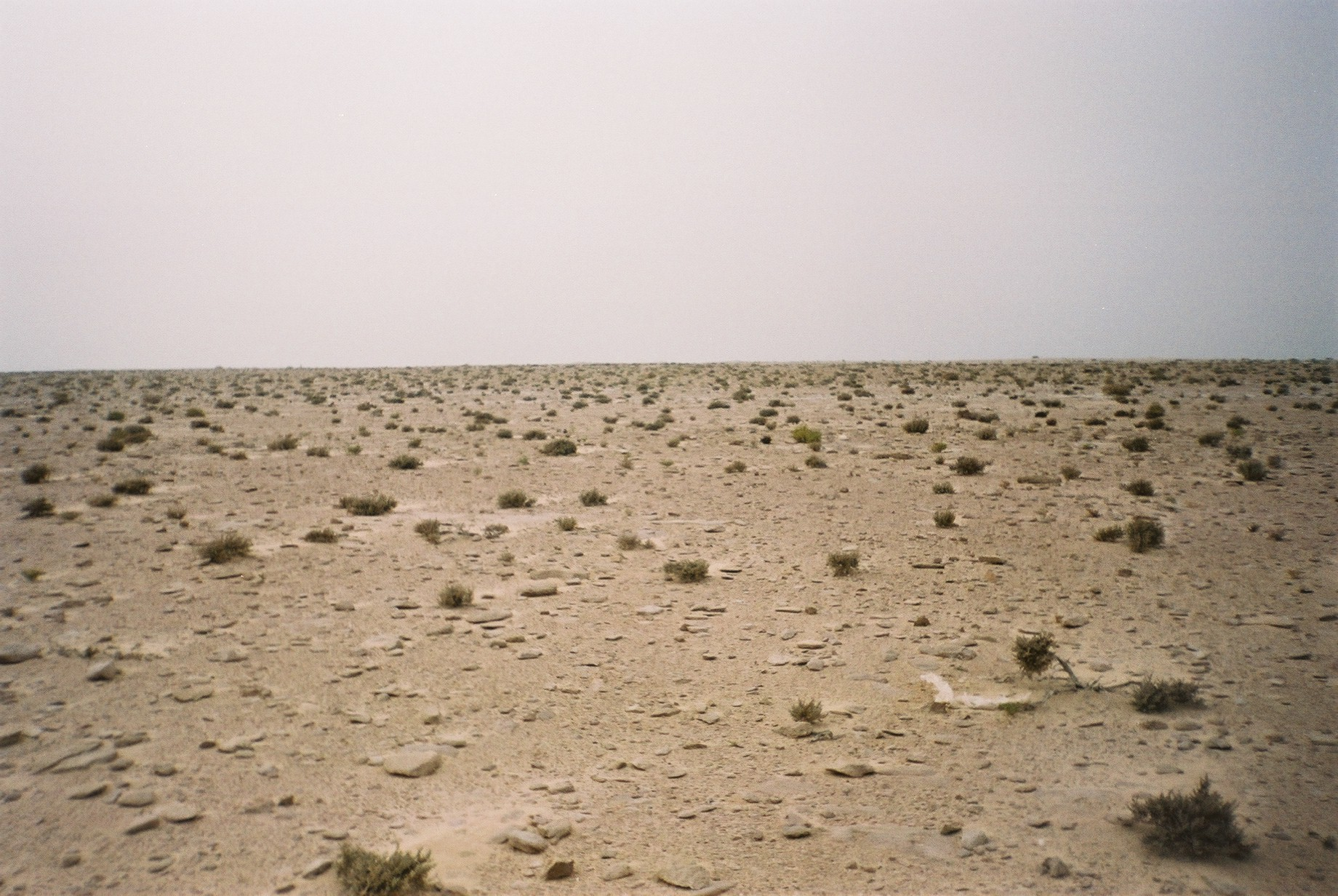
サハラ砂漠

昔の恋人と1973年に結婚し、一緒に当時スペイン領であった西サハラに移住。その経験は自伝的な『撒哈拉的故事』（『サハラ物語』）を生んだ。この1976年に出版された本は半分紀行、半分日記だった。彼女の異国での結婚生活をもとに描かれた作品は多くの読者を惹きつけた。
台湾だけではなく中国大陸と香港での名声によって、『雨季不再来』（『雨季は二度と来ない』）と呼ばれた第二作めの本は前作より注目を集めた。1979年に夫はダイビング事件で死去。
翌年、台湾に帰国。1981年11月、出版社はもっと多くの作品を創作できるように、中央アメリカと南アメリカに行かせた。1981年から1984年まで、母校の中国文化大学でドイツ語を教えた。
1976年から、亡くなる1991年まで、20冊以上の本を執筆。それ以外に、アルゼンチンの漫画『マファルダ』を中国語に翻訳した。

### 死
1991年47歳のとき、子宮内膜増殖症で入院していたが、絹のストッキングで絞首自殺した。

## 邦訳
- 『サハラ物語』（原題『撒哈拉的故事』）妹尾加代訳、1991年、筑摩書房

## 主な作品
- 『溫柔的夜』
- 『夢裡花落知多少』
- 『我的寶貝』
- 『我的快樂天堂』
- 『背影』
- 『撒哈拉的故事』
- 『鬧學記』
- 『高原的百合花』
- 『談心』
- 『雨季不再來』